# موش پنبه زبرمو
موش پنبه زبرمو (نام علمی: Sigmodon hispidus) نام یک گونه از زیرخانواده سینی‌دندانیان است.